# Satoru Furuta
Satoru Furuta (古田悟, Furuta Satoru), né le 3 août 1971, est un ancien joueur japonais de basket-ball. Il évolue durant sa carrière au poste d'ailier.